# NGC 7119
NGC 7119 ist ein Galaxienpaar im Sternbild Kranich am Südsternhimmel. Es ist schätzungsweise 431 Millionen Lichtjahre von der Milchstraße entfernt.
Das Objekt wurde am 6. September 1834 von John Herschel entdeckt.